# More ABBA Gold
More ABBA Gold: More ABBA Hits es el nombre de un álbum recopilatorio del grupo sueco ABBA, publicado a mediados de 1993, para continuar con la colección "Gold".Este disco fue el sucesor del álbum ABBA Gold: Greatest Hits, lanzado el año anterior y que había dado lugar a un incremento en la popularidad del grupo.

## Historia del álbum
En 1992 ABBA Gold se convertía en uno de los álbumes más populares a nivel mundial, al mostrar 19 de las canciones más exitosas y conocidas del grupo, aunque dejando fuera un par de canciones que igualmente se habían convertido en temas muy populares, como "Summer Night City","Eagle", "Angel Eyes", por nombrar algunos.
En 1993, con la intención de continuar con el éxito, se planeó sacar a la venta una nueva compilación que incluiría aquellos éxitos olvidados. Asimismo, el nuevo álbum llamado More ABBA Gold incluyó otros sencillos menos conocidos, de la época en la que la popularidad del grupo iba declinando, como "Head Over Heels", "The Day Before You Came" y "Under Attack". Además contiene varios lados B que se habían vuelto tan populares como el lado A, siendo el caso de "I Wonder", "Cassandra" y "Lovelight". Finalmente, el álbum también incluiría varios temas que nunca fueron lanzados como sencillos, como "When I Kissed The Teacher", "The Way Old Friends Do" y "Our Last Summer".
Pese a todas las canciones incluidas en la compilación, una pista más fue agregada para hacer al álbum más llamativo, "I Am The City", una pista grabada en mayo de 1982, fue lanzada por primera vez en esta compilación, logrando así completar las veinte pistas que actualmente conforman el álbum.
More ABBA Gold ha sido relanzado en dos ocasiones, siendo la primera de ellas en 1999, con motivo del 25.º aniversario de la victoria de ABBA en el Festival de Eurovisión. La segunda, fue publicada en el 2008, para coincidir con el lanzamiento de la película Mamma Mia!.

### Variaciones
En Australia, como "Ring-Ring" y "I Do, I Do, I Do, I Do, I Do" habían sido incluidos previamente en ABBA Gold, estos temas fueron sustituidos por "I Have a Dream" y "Super Trouper", respectivamente. Además "Cassandra" y "Lovelight" fueron quitados de la lista de pistas, poniendo en su lugar la canción "Thank You For The Music". Otro cambio hecho en los temas del álbum fueron la inclusión de la versión original de "Lovelight" (lanzada en 1979) y el cambio de la versión editada de "The Visitors" por su versión completa.
| País           | Año  | Formato | N.º de Catálogo   | Comentarios                                      |
| -------------- | ---- | ------- | ----------------- | ------------------------------------------------ |
| Reino Unido    | 1993 | CD      | Polydor 519 353-2 | Versión original                                 |
| Australia      | 1999 | CD      | Polydor 547 922-2 | Cambios en las lista de temas.                   |
| Estados Unidos | 2002 | CD      | Polydor 519 353-2 | Masterización del 25.º aniversario de "Waterloo" |
| Argentina      | 2008 | CD      | Polar 1724733     | Jewel box y líneas actualizadas                  |

## Lista de temas

### Versión original
| N.º   | Título                                                                | Escritor(es)                                                          | Duración |  |
| 1.    | «Summer Night City» (de Greatest Hits Vol. 2, 1979)                   | Benny Andersson, Björn Ulvaeus                                        | 3:34     |  |
| 2.    | «Angeleyes» (de Voulez-Vous, 1979)                                    | Benny Andersson, Björn Ulvaeus                                        | 4:21     |  |
| 3.    | «The Day Before You Came» (de The Singles: The First Ten Years, 1982) | Benny Andersson, Björn Ulvaeus                                        | 5:50     |  |
| 4.    | «Eagle» (Versión de Sencillo, de The Album, 1977)                     | Benny Andersson, Björn Ulvaeus                                        | 4:23     |  |
| 5.    | «I Do, I Do, I Do, I Do, I Do» (de ABBA, 1975)                        | Benny Andersson, Stig Anderson, Björn Ulvaeus                         | 3:17     |  |
| 6.    | «So Long» (de ABBA, 1975)                                             | Benny Andersson, Björn Ulvaeus                                        | 3:06     |  |
| 7.    | «Honey, Honey» (de Waterloo, 1974)                                    | Benny Andersson, Stig Anderson, Björn Ulvaeus                         | 2:55     |  |
| 8.    | «The Visitors (Crackin' Up)» (de The Visitors, 1981)                  | Benny Andersson, Björn Ulvaeus                                        | 5:48     |  |
| 9.    | «Our Last Summer» (de Super Trouper, 1980)                            | Benny Andersson, Björn Ulvaeus                                        | 4:20     |  |
| 10.   | «On And On And On» (de Super Trouper, 1980)                           | Benny Andersson, Björn Ulvaeus                                        | 3:38     |  |
| 11.   | «Ring-Ring» (de Ring Ring, 1973)                                      | Benny Andersson, Stig Anderson, Björn Ulvaeus, Phil Cody, Neil Sedaka | 3:03     |  |
| 12.   | «I Wonder (Departure)» (de The Album, 1977)                           | Benny Andersson, Stig Anderson, Björn Ulvaeus                         | 4:37     |  |
| 13.   | «Lovelight» (Lado B de Chiquitita, 1979)                              | Benny Andersson, Björn Ulvaeus                                        | 3:48     |  |
| 14.   | «Head Over Heels» (de The Visitors, 1981)                             | Benny Andersson, Björn Ulvaeus                                        | 3:45     |  |
| 15.   | «When I Kissed The Teacher» (de Arrival, 1976)                        | Benny Andersson, Björn Ulvaeus                                        | 3:03     |  |
| 16.   | «I Am The City» (Tema Exclusivo)                                      | Benny Andersson, Björn Ulvaeus                                        | 4:00     |  |
| 17.   | «Cassandra» (Lado B de The Day Before You Came, 1982)                 | Benny Andersson, Björn Ulvaeus                                        | 4:50     |  |
| 18.   | «Under Attack» (de The Singles: The First Ten Years, 1982)            | Benny Andersson, Björn Ulvaeus                                        | 3:47     |  |
| 19.   | «When All Is Said And Done» (de The Visitors, 1981)                   | Benny Andersson, Björn Ulvaeus                                        | 3:16     |  |
| 20.   | «The Way Old Friends Do» (de Super Trouper, 1980)                     | Benny Andersson, Björn Ulvaeus                                        | 2:55     |  |
| 78:34 |                                                                       |                                                                       |          |  |

| Versión Australiana |                                                |          |  |
| N.º                 | Título                                         | Duración |  |
| 5.                  | «Super-Trouper» (de Super Trouper, 1980)       | 4:13     |  |
| 11.                 | «I Have A Dream» (de Voulez-Vous, 1979)        | 4:42     |  |
| 19.                 | «Thank You For The Music» (de The Album, 1977) | 3:50     |  |

## Recepción

### Listas de popularidad
Contrario a lo que pasó con el álbum predecesor, More ABBA Gold no tuvo un gran impacto en las listas de popularidad. Aunque llegó a entrar en el Top Ten de siete países, no alcanzó el número uno en ninguna lista, incluso ni siquiera ha llegado a aparecer en ninguna lista de la revista Billboard.
| Listas                                     | Posición |
| ------------------------------------------ | -------- |
| Zimbabwe Top 20 Álbum Chart                | 2        |
| Bélgica Top 50 Álbum Chart                 | 3        |
| Suecia Top 60 Sverige Álbum Chart          | 3        |
| Austria Top 75 Álbum Chart                 | 7        |
| Alemania Top 50 Media Control Álbum Chart  | 9        |
| Holanda Mega Album Top 100                 | 10       |
| Francia Top 30 Álbum Chart                 | 10       |
| España Afyve Álbum Chart                   | 12       |
| Finlandia Suosikki Álbum Chart             | 12       |
| UK Álbum Chart                             | 13       |
| Suiza Top 100 Álbum Chart                  | 13       |
| Noruega Top 40 VG Álbum Chart              | 16       |
| Hungría Top 20 Mahasz Álbum Chart          | 16       |
| CAPIF Ranking de Ventas Semanales de Audio | 20       |
| México Lista de Álbumes Internacionales    | 20       |
| Australia Top 50 ARIA Álbum Chart          | 38       |
| Canadá Soundscan Álbum Chart               | 48       |

### Certificaciones y ventas
Contrastando a su desempeño en las listas de popularidad, More ABBA Gold vendió lo suficiente como para recibir quince certificaciones, de las cuales cinco son de platino y el resto de oro. Sumado a cifras dadas por RCA Records de Australia en 1994 (28,753), el álbum ha vendido más de 1.1 millones de copias a nivel mundial.
| País/Organización | Certificación | Ventas  |
| ----------------- | ------------- | ------- |
| RIAS              | Platino       | 15,000  |
| IFPI              | Platino       | 50,000  |
| IFPI              | Platino       | 50,000  |
| IFPI              | Platino       | 100,000 |
| BPI               | Platino       | 300,000 |
| RIANZ             | Oro           | 7,500   |
| RIM               | Oro           | 15,000  |
| AFP               | Oro           | 20,000  |
| IFPI              | Oro           | 25,000  |
| IFPI              | Oro           | 25,000  |
| IFPI              | Oro           | 50,000  |
| CRIA              | Oro           | 50,000  |
| ABDP              | Oro           | 100,000 |
| SNEP              | Oro           | 100,000 |
| IFPI              | Oro           | 250,000 |